# 白花什锦丁香
白花什锦丁香（学名：Syringa ×chinensis f. alba）为木犀科丁香属什锦丁香下的一个变型。

## 扩展阅读
- 維基物種上的相關：白花什锦丁香